# 雨城区
雨城区（うじょう-く）は中華人民共和国四川省雅安市に位置する市轄区。

## 行政区画
- 街道:東城街道、西城街道、河北街道、青江街道、大興街道
- 鎮:草壩鎮、上里鎮、晏場鎮、多営鎮、碧峰峡鎮、望魚鎮、周公山鎮、八歩鎮

## 教育

### 大学
- 四川農業大学 雅安キャンパス（本部）

## 交通
鉄道
- 中国鉄路総公司
  - 中国鉄路成都局集団公司
    - 川蔵線 （ラサ市方面）-雅安駅（中国語版） -（成都方面）（計画・建設中）

道路
- 高速道路
  - 京昆高速道路
  - 成渝地区環状高速道路（中国語版）
  - 雅葉高速道路（中国語版）

国道
- G108国道
- G318国道

## 健康・医療・衛生
- 雅安市雨城区人民医院
- 雅安市人民医院
- 雅安市中医院
- 雅安市中医医院桃花巷分院
- 雅安市急救中心新区急救站
- 雅安市衛生学校附属医院